# Dainan (köpinghuvudort i Kina, Jiangsu Sheng, lat 32,72, long 120,13)
Dainan är en köpinghuvudort i Kina. Den ligger i provinsen Jiangsu, i den östra delen av landet, omkring 140 kilometer nordost om provinshuvudstaden Nanjing. Antalet invånare är 118 726. Befolkningen består av 54 752 kvinnor och 63 974 män. Barn under 15 år utgör 9,0 %, vuxna 15-64 år 79 %, och äldre över 65 år 10,0 %.
Runt Dainan är det tätbefolkat, med 659 invånare per kvadratkilometer. Dainan är det största samhället i trakten. Trakten runt Dainan består till största delen av jordbruksmark.
Genomsnittlig årsnederbörd är 1 148 millimeter. Den regnigaste månaden är juli, med i genomsnitt 241 mm nederbörd, och den torraste är januari, med 30 mm nederbörd.